# Плешки (Московская область)
Плешки — деревня в Луховицком районе Московской области, входит в Астаповское сельское поселение. До 2005 года деревня относилась к более мелкому административно-территориальному образованию — Астаповскому сельскому округу.
Деревня расположена на реке Меча. Рядом с деревней имеется довольно крупный пруд, расположенный на реке. Ближайшие населённые пункты к Плешкам: Клементьево — 1, 5 км, Зекзюлино — 2 км и Прудки — 3 км.
В деревне Плешки по данным 2006 года проживает 46 человек. В деревне есть улица Новая. Ближайшая к деревне железнодорожная станция — станция Мельгуново (вблизи деревни Астапово), которая находится в 5,5 км от деревни Плешки (4 км по прямой).

## Расположение
- Расстояние от административного центра поселения — посёлка совхоза «Астапово»
  - 4 км на юго-восток от центра посёлка
  - 10 км по дороге от границы посёлка
- Расстояние от административного центра района — города Луховицы
  - 12 км на юг от центра города
  - 28 км по дороге от границы города

## Проблемы
Малые очистные сооружения в деревне Плешки в настоящее время не работают, сброс сточных вод происходит в водоёмы и на рельеф местности.